# Araguita speciosa
Genre
Espèce
Araguita speciosa, unique représentant du genre Araguita, est une espèce d'opilions laniatores de la famille des Zalmoxidae.

## Distribution
Cette espèce est endémique de l'État de Miranda au Venezuela. Elle se rencontre vers Acevedo.

## Description
Le mâle holotype mesure 2,07 mm et la femelle paratype 1,92 mm.

## Publication originale
- González-Sponga, 1987 : « Aracnidos de Venezuela. Opiliones Laniatores I. Familias Phalangodidae y Agoristenidae. » Boletin de la Academia de Ciencias Fisicas, Matematicas y Naturales, vol. 23, p. 1–562 (texte intégral).